# Ivan Asen III
 Jean Asen III  ou Ivan Asen III a régné comme empereur de Bulgarie de 1279 à 1280. Il était fils de Mitzo Asên et de Marija, une fille de Ivan Asen II et Irène de Thessalonique. Il est probablement né vers 1259/60, et mort en exil en 1303.

## Biographie
Craignant le succès rapide de Ivaïlo de Bulgarie, Michel VIII Paléologue appela Ivan Asen à la cour, lui accorda le titre de despote et le maria à sa fille aînée Irène en 1277 ou 1278. Il envoya alors plusieurs armées pour essayer de mettre Ivan Asen III sur le trône bulgare. Ivailo défit plusieurs de ces armées, mais fut bloqué pendant trois mois dans Drăstăr (Silistra) par les Mongols alliés de Michel VIII. Pendant ce temps, une force byzantine assiégeait la capitale bulgare Tărnovo et la noblesse locale, trompée par une rumeur de la mort d'Ivailo, accepta de donner le titre d'empereur à Ivan Asen III.
Pour renforcer sa position dans Tărnovo, Ivan Asen III maria sa sœur Marija (Kira Marija) au noble bulgaro-couman Georges Ier Terter. Malgré cela, il fut incapable de s'imposer dans l'ensemble de l'empire. Ivaïlo réapparut devant les murs de la capitale et défit deux tentatives byzantines pour secourir Ivan Asen III. Désespérés, Ivan Asen III et Irène Paléologue s'enfuirent secrètement de Tărnovo avec une partie des trésors du palais, y compris des trophées des empereurs byzantins défaits dans d'anciennes victoires bulgares. Atteignant Mesembria (Nesebar|Nesebăr), le couple impérial prit un bateau pour Constantinople, où Michel VIII, exaspéré par leur couardise, refusa de les recevoir pendant plusieurs jours.
En 1280 ou 1281 Ivan Asen III parcourut le territoire de la Horde d'or en quête d'alliés pour récupérer son trône. Le chef mongol Nogaï Khan fit assassiner Ivaïlo, mais ne rendit pas le trône de Bulgarie à Ivan Asen III. Celui-ci retourna dans ses possessions de famille en Troade, où il mourut en 1303.

## Famille et descendance
Ivan Asen III et Irène Paléologue sont les ancêtres, par leurs huit enfants, de la grande et influente famille Asen (ou Asanes), qui a occupé des postes importants à la cour et en province jusqu'à la fin de l'Empire byzantin et de ses dépendances au XVe siècle. 
- Michel Asen, général byzantin en Macédoine.
- Andronic Asen (mort après 1355), gouverneur de Morée de 1316 à 1322
- Isaac Asen (mort vers 1350), grand négociant à Constantinople.
- Marie Asen, épouse de Roger de Flor, capitaine des Compagnies Catalanes.
- Anne Asen, fiancée avec Michel Doukas-Ange, fils de Jean Ier Doukas

Une des descendantes d'Ivan Asen III, Irène Asanina (fille de son fils Andronic Asen) épousa le futur empereur Jean VI Cantacuzène : leur fille Helène, femme de l'empereur Jean V Paléologue, est l'ancêtre des empereurs byzantins postérieurs.

## Sources
- John V.A. Fine, Jr., The Late Medieval Balkans, Ann Arbor, 1987.